# Clarbec
Ne doit pas être confondu avec Clabecq.
Clarbec est une commune française, située dans le département du Calvados en région Normandie, peuplée de 321 habitants.

## Géographie
| Beaumont-en-Auge | Beaumont-en-Auge, Reux | Reux        |
| Drubec, Valsemé  | Clarbec                | Saint-Hymer |
| Bonnebosq        | Formentin              | Saint-Hymer |

### Hydrographie
La commune est située dans le bassin Seine-Normandie. Elle est drainée par l'Yvie, le ruisseau de la Fontaine Magard, le fossé 01 du Lieu des Fontaines, le fossé 01 de la commune de Valsème, le fossé 01 de la commune de Clarbec, le fossé 02 de la commune de Clarbec et le fossé 03 de la commune de Clarbec,,.
L'Yvie, d'une longueur de 10 km, prend sa source dans la commune de Valsemé et se jette  dans la Touques à Pont-l'Évêque, après avoir traversé quatre communes. 

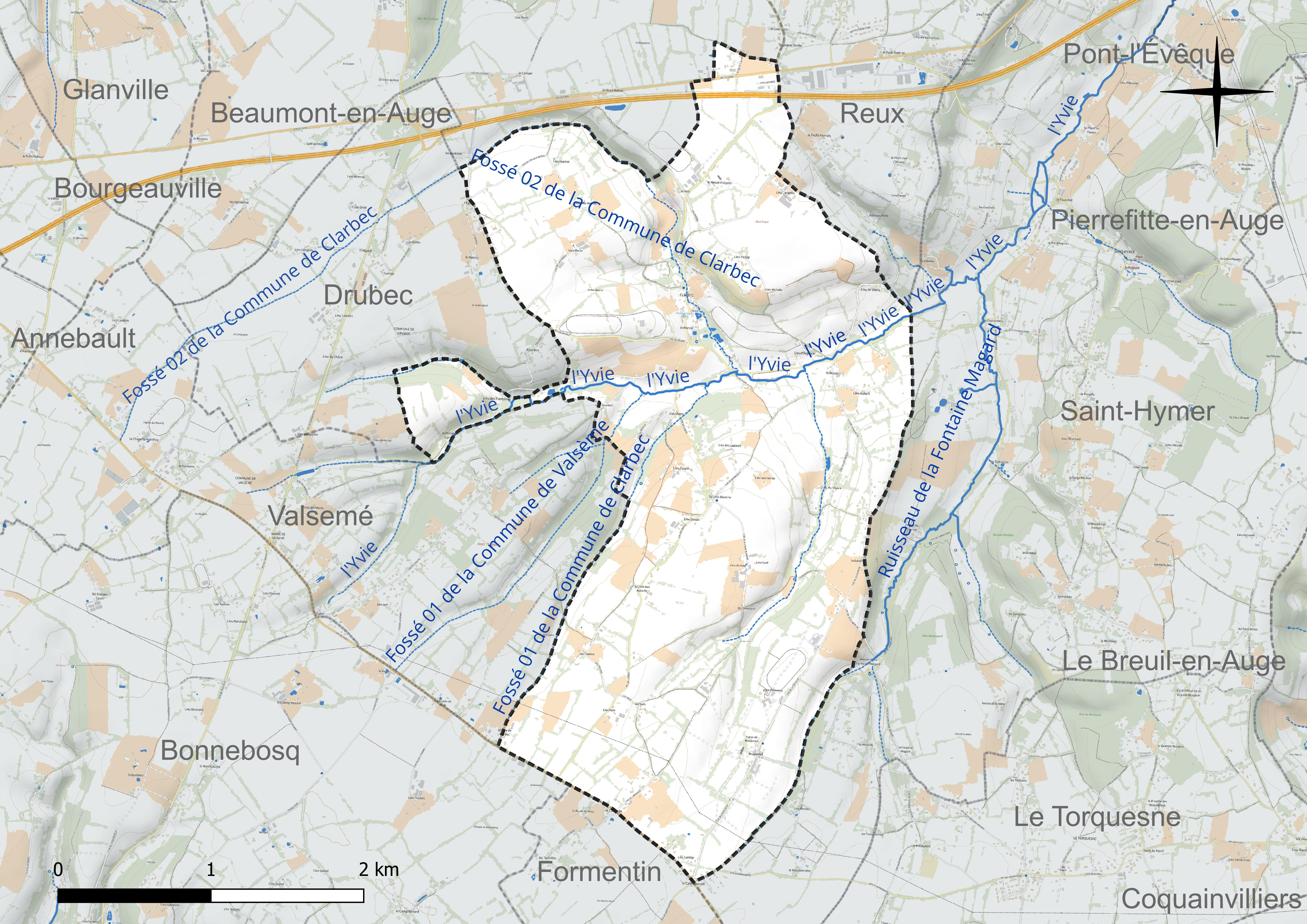
Réseau hydrographique de Clarbec.

### Climat
Pour des articles plus généraux, voir Climat de la Normandie et Climat du Calvados.
En 2010, le climat de la commune est de type climat océanique franc, selon une étude du CNRS s'appuyant sur une série de données couvrant la période 1971-2000. En 2020, Météo-France publie une typologie des climats de la France métropolitaine dans laquelle la commune est exposée à un climat océanique et est dans la région climatique  Côtes de la Manche orientale, caractérisée par un faible ensoleillement (1 550 h/an) ; forte humidité de l'air (plus de 20 h/jour avec humidité relative > 80 % en hiver), vents forts fréquents. Parallèlement le GIEC normand, un groupe régional d'experts sur le climat, différencie quant à lui, dans une étude de 2020, trois grands types de climats pour la région Normandie, nuancés à une échelle plus fine par les facteurs géographiques locaux. La commune est, selon ce zonage, exposée à un « climat contrasté des collines », correspondant au Pays d'Auge, Lieuvin et Roumois, moins directement soumis aux flux océaniques et connaissant toutefois des précipitations assez marquées en raison des reliefs collinaires qui favorisent leur formation.
Pour la période 1971-2000, la température annuelle moyenne est de 10,6 °C, avec  une amplitude thermique annuelle de 12,8 °C. Le cumul annuel moyen de précipitations est de 821 mm, avec 12,4 jours de précipitations en janvier et 8,3 jours en juillet. Pour la période 1991-2020, la température moyenne annuelle observée sur la station météorologique la plus proche, située sur la commune de Saint-Gatien-des-Bois à 11 km à vol d'oiseau, est de 11,0 °C et le cumul annuel moyen de précipitations est de 920,4 mm,. Pour l'avenir, les paramètres climatiques de la commune estimés pour 2050 selon différents scénarios d'émission de gaz à effet de serre sont consultables sur un site dédié publié par Météo-France en novembre 2022.

## Urbanisme

### Typologie
Au 1er janvier 2024, Clarbec est catégorisée commune rurale à habitat très dispersé, selon la nouvelle grille communale de densité à 7 niveaux définie par l'Insee en 2022.
Elle est située hors unité urbaine. Par ailleurs la commune fait partie de l'aire d'attraction de Trouville-sur-Mer, dont elle est une commune de la couronne,. Cette aire, qui regroupe 35 communes, est catégorisée dans les aires de moins de 50 000 habitants,.

### Occupation des sols
L'occupation des sols de la commune, telle qu'elle ressort de la base de données européenne d'occupation biophysique des sols Corine Land Cover (CLC), est marquée par l'importance des territoires agricoles (100 % en 2018), une proportion identique à celle de 1990 (100 %). La répartition détaillée en 2018 est la suivante : 
prairies (75,7 %), terres arables (17,9 %), zones agricoles hétérogènes (6,4 %). L'évolution de l'occupation des sols de la commune et de ses infrastructures peut être observée sur les différentes représentations cartographiques du territoire : la carte de Cassini (XVIIIe siècle), la carte d'état-major (1820-1866) et les cartes ou photos aériennes de l'IGN pour la période actuelle (1950 à aujourd'hui).

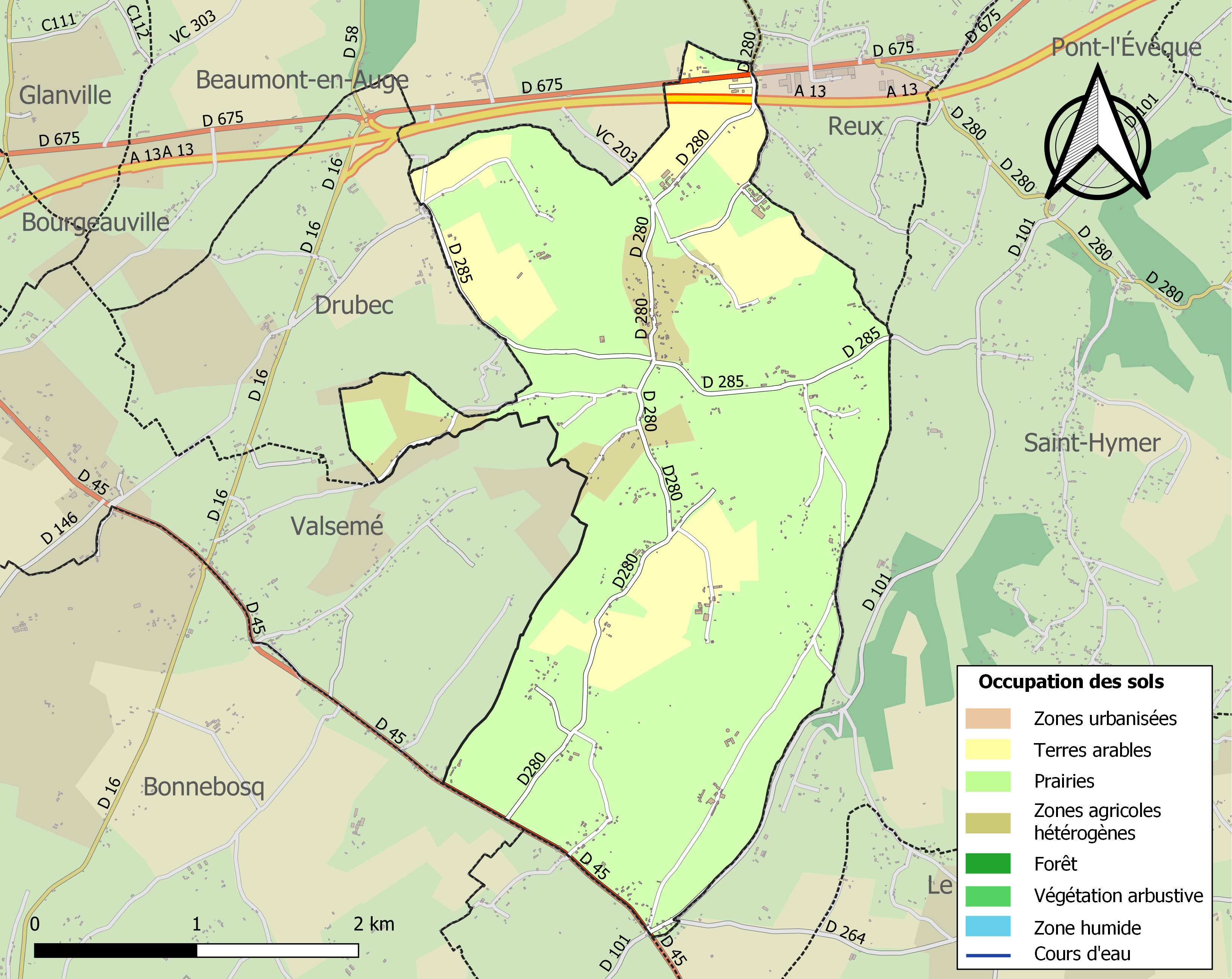
Carte des infrastructures et de l'occupation des sols de la commune en 2018 (CLC).

## Toponymie
Le nom de la localité est attesté sous les formes Claro Becco vers 1062; Clerbec au XIVe siècle.
Il s'agit d'une formation toponymique médiévale en -bec, appellatif normand issu du vieux norrois bekkr « ruisseau »,,. Le premier élément Clar- représente soit le vieux norrois klarr (comprendre klárr) « brillant, clair »,, soit son équivalent roman / latin clarum / -us (c'est-à-dire l'ancien français cler) « clair »,. Le sens global est celui de « rivière claire » au sens de « rivière limpide ou brillante ».
Remarque : le gallo-roman CLĀRU (latin clārus) a donné l'ancien français cler > français clair. C'est pourquoi la forme régulière devrait être plutôt Clerbec / *Clairbec que Clarbec, d'autant plus que le normand a tendance à la fermeture du [a] + [r] en [ɛ] cf. argent > ergent. Le norrois *klárr ne semble pas attesté, mais l'islandais klár « intelligent, vif d'esprit, prêt » qui est un emprunt au moyen bas allemand, lui même du latin. En revanche, il existe un norrois klárr « cheval, cheval de trait ».
Le gentilé est Clarbequois.

## Politique et administration
| Période                                  | Période   | Identité         | Étiquette | Qualité                    |
| ---------------------------------------- | --------- | ---------------- | --------- | -------------------------- |
| ?                                        | mars 2008 | Jean Élie        |           |                            |
| mars 2008                                | En cours  | Jean-Louis Marie | SE        | Cadre de banque (retraité) |
| Les données manquantes sont à compléter. |           |                  |           |                            |

Le conseil municipal est composé de onze membres dont le maire et deux adjoints.

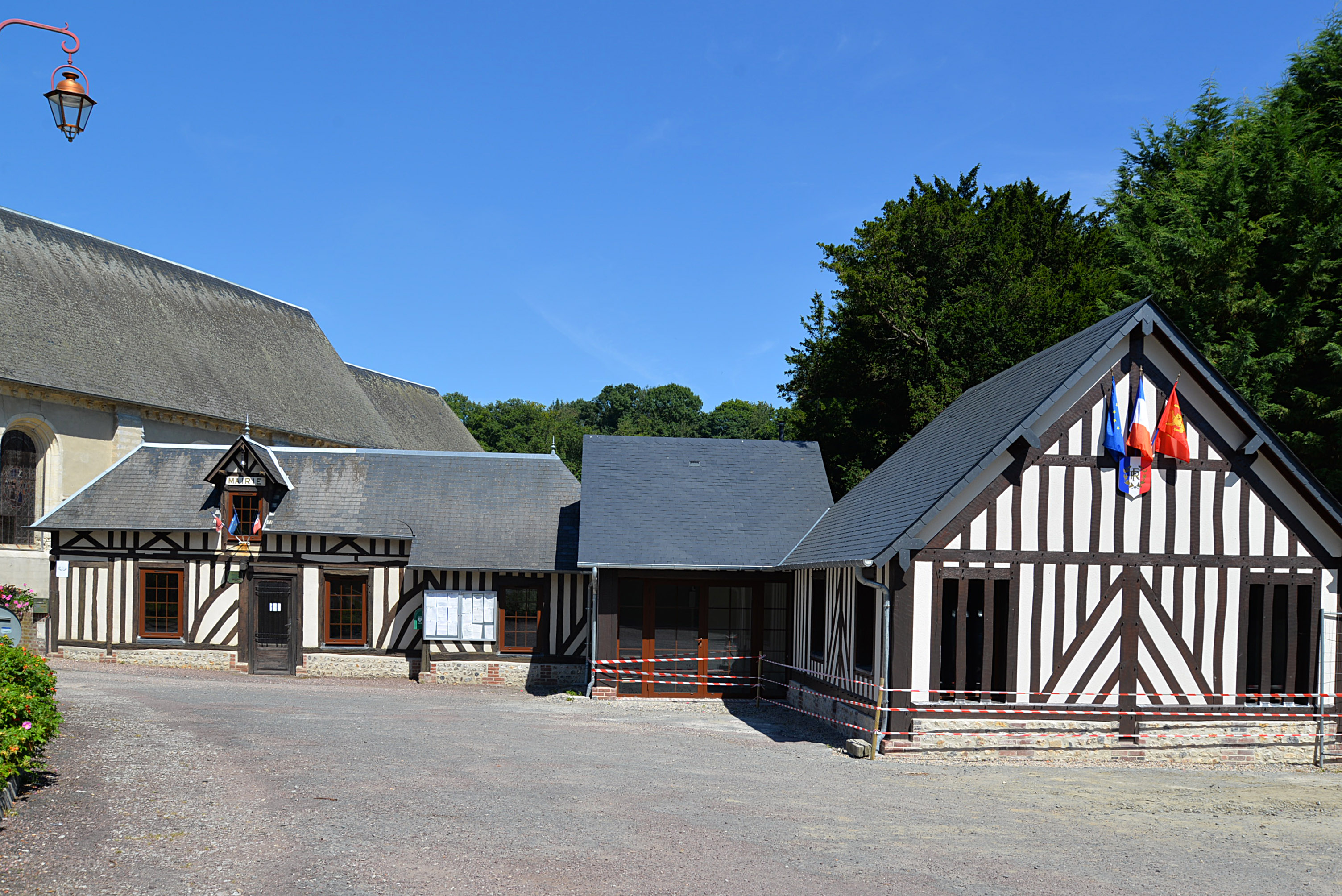
La mairie.

## Démographie
L'évolution du nombre d'habitants est connue à travers les recensements de la population effectués dans la commune depuis 1793. Pour les communes de moins de 10 000 habitants, une enquête de recensement portant sur toute la population est réalisée tous les cinq ans, les populations de référence des années intermédiaires étant quant à elles estimées par interpolation ou extrapolation. Pour la commune, le premier recensement exhaustif entrant dans le cadre du nouveau dispositif a été réalisé en 2005.
En 2022, la commune comptait 321 habitants, en évolution de −12,53 % par rapport à 2016 (Calvados : +1,58 %, France hors Mayotte : +2,11 %).
Clarbec a compté jusqu'à 717 habitants en 1806.
| 1793 | 1800 | 1806 | 1821 | 1831 | 1836 | 1841 | 1846 | 1851 |
| ---- | ---- | ---- | ---- | ---- | ---- | ---- | ---- | ---- |
| 700  | 639  | 717  | 668  | 661  | 613  | 590  | 591  | 603  |

| 1856 | 1861 | 1866 | 1872 | 1876 | 1881 | 1886 | 1891 | 1896 |
| ---- | ---- | ---- | ---- | ---- | ---- | ---- | ---- | ---- |
| 544  | 480  | 493  | 460  | 483  | 438  | 404  | 454  | 408  |

| 1901 | 1906 | 1911 | 1921 | 1926 | 1931 | 1936 | 1946 | 1954 |
| ---- | ---- | ---- | ---- | ---- | ---- | ---- | ---- | ---- |
| 400  | 359  | 344  | 307  | 335  | 293  | 278  | 293  | 309  |

| 1962 | 1968 | 1975 | 1982 | 1990 | 1999 | 2005 | 2006 | 2010 |
| ---- | ---- | ---- | ---- | ---- | ---- | ---- | ---- | ---- |
| 274  | 309  | 265  | 251  | 264  | 275  | 342  | 344  | 383  |

| 2015 | 2020 | 2022 | - | - | - | - | - | - |
| ---- | ---- | ---- | - | - | - | - | - | - |
| 370  | 331  | 321  | - | - | - | - | - | - |

## Culture locale et patrimoine

### Lieux et monuments
- Église Saint-André (XIIe siècle).
- Tombe des époux Coquet de Genneville (Élie Amand Honoré Magloire et Catherine Eugénie née Bloche)[35] dont les deux monuments sont reliés symboliquement par deux bras en bronze.
- Fontaine Saint-Laurent. Le saint qui fut martyrisé et brûlé sur un gril est invoqué pour les brûlures et les zonas. Un chiffon ou un vêtement est trempé dans l'eau de la source, il est frotté sur la peau puis laissé accroché sur la fontaine[36].

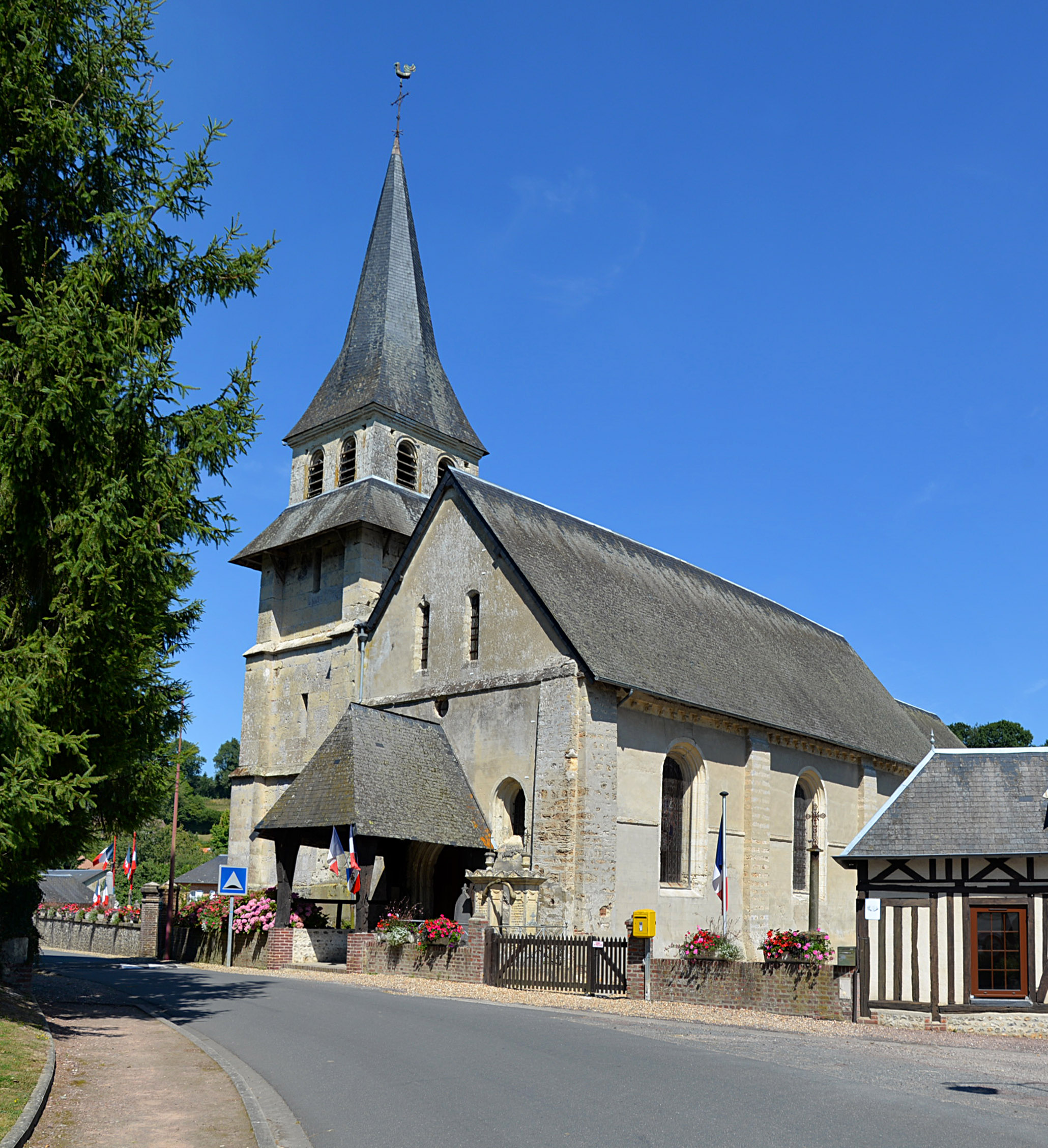
L'église Saint-André.
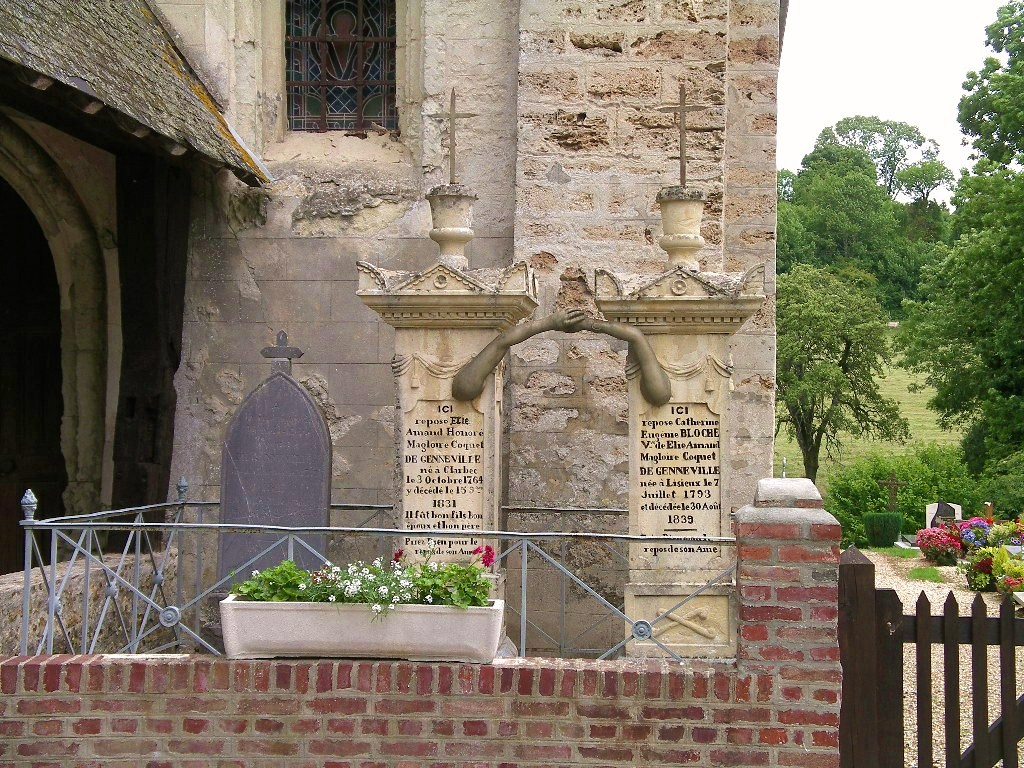
Tombe du cimetière.
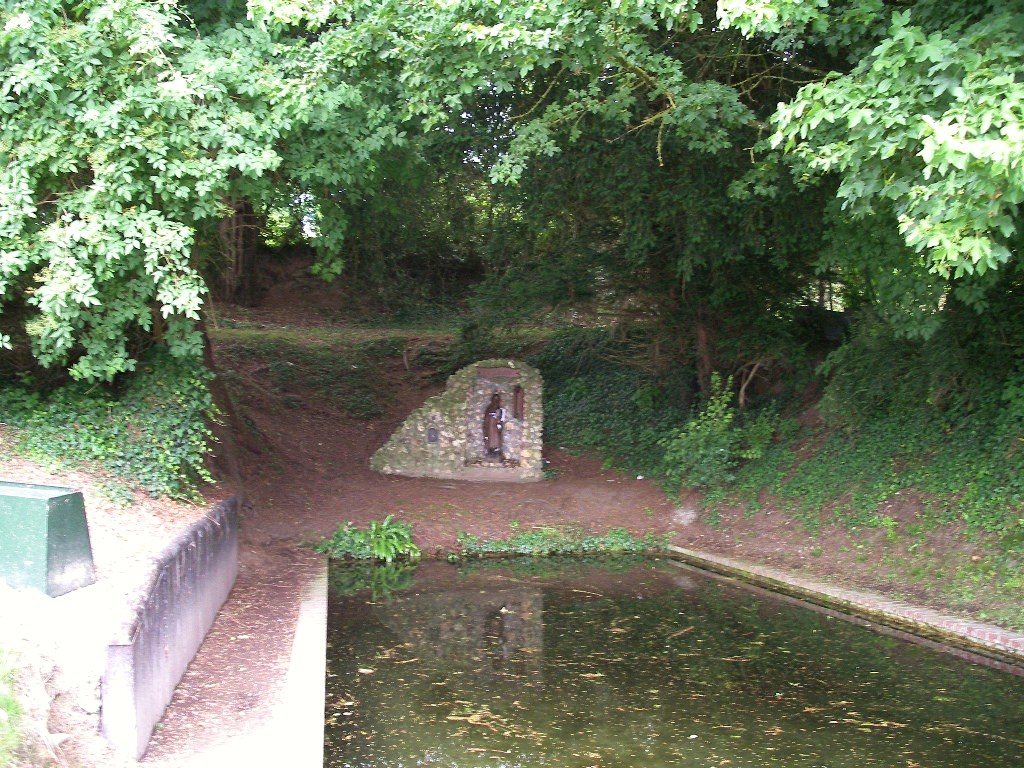
La fontaine Saint-Laurent
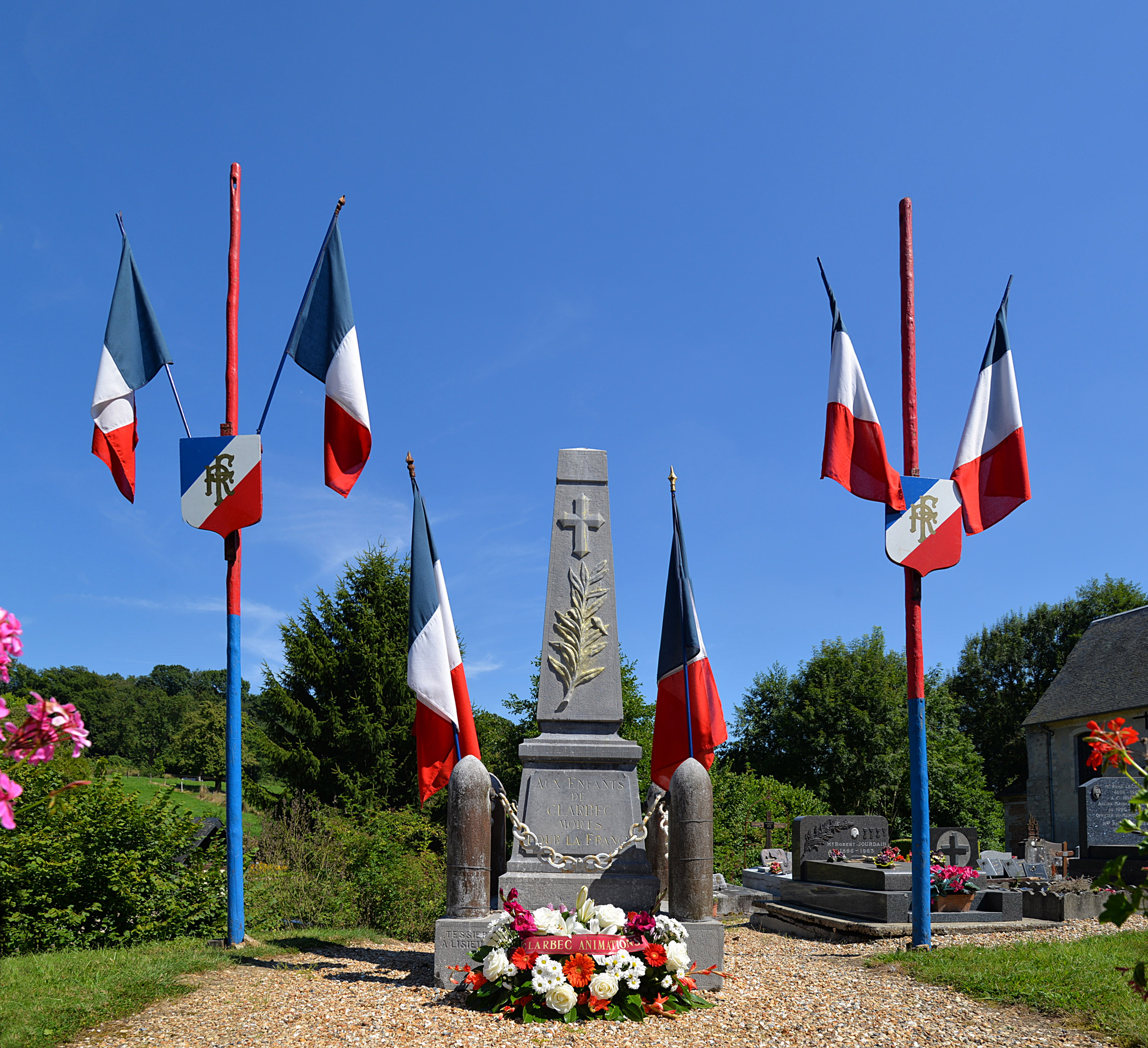
Le monument aux morts.

### Activité et manifestations
Le 8 août de chaque année, les Clarbecoises et Clarbecois fêtent la Saint-Laurent pendant une semaine.

### Personnalités liées à la commune
- Parfait Lys (né en 1794 à Clarbec), député de l'Eure.

### Héraldique
| Armes de Clarbec | Les armes de la commune de Clarbec se blasonnent ainsi : Écartelé en sautoir : au 1er de gueules à deux léopards d'or l'un au-dessus de l'autre, aux 2e et 3e de sinople au cheval cabré d'or, les deux chevaux affrontés, au 4e d'argent aux flammes de gueules mouvant d'une mer d'azur. Les deux léopards d'or sur champ de gueules rappellent les armes de la Normandie. |

## Jumelages
- Veitshöchheim (Allemagne) depuis 1995.